# Gasdruklassen
Gasdruklassen (Engels: gas pressure welding, GPW) is een lasprocedé waarbij de te lassen werkstukken worden verhit tot een temperatuur die net beneden het smeltpunt ligt, en vervolgens met hoge druk tegen elkaar gedrukt. Dit wordt gedaan met behulp van gascilinders, vandaar de naam 'gasdruklassen'.

## Kenmerken
Deze lastechniek wordt gerekend tot de categorie 'druklassen', omdat de lasverbinding wordt gemaakt bij een temperatuur die beneden het smeltpunt ligt.

## Proces
De te lassen werkstukken moeten van tevoren volkomen vlak zijn en goed op elkaar aansluiten. Ze worden verhit door middel van een acetyleenvlam of een elektrische boog die tussen beide werkstukken wordt ontstoken. Op het moment dat beide delen roodgloeiend zijn (bij staal is dat 1250-1300 °C), worden ze met kracht tegen elkaar gedrukt en op die positie gehouden totdat ze zijn afgekoeld. Overtollig materiaal dat uit de lasnaad naar buiten is gedrukt, wordt verwijderd terwijl het staal nog heet en enigszins viskeus is.
Er wordt geen beschermgas of andere toevoeging gebruikt.

## Toepassingen
Deze methode wordt voornamelijk toegepast bij het verbinden van spoorrails en bij het stuiklassen van wapeningsstaal in de bouw.